# Aire d'attraction d'Amnéville - Rombas
L'aire d'attraction d'Amnéville - Rombas est un zonage d'étude défini par l'Insee pour caractériser l’influence de la commune d'Amnéville sur les communes environnantes.

### Carte

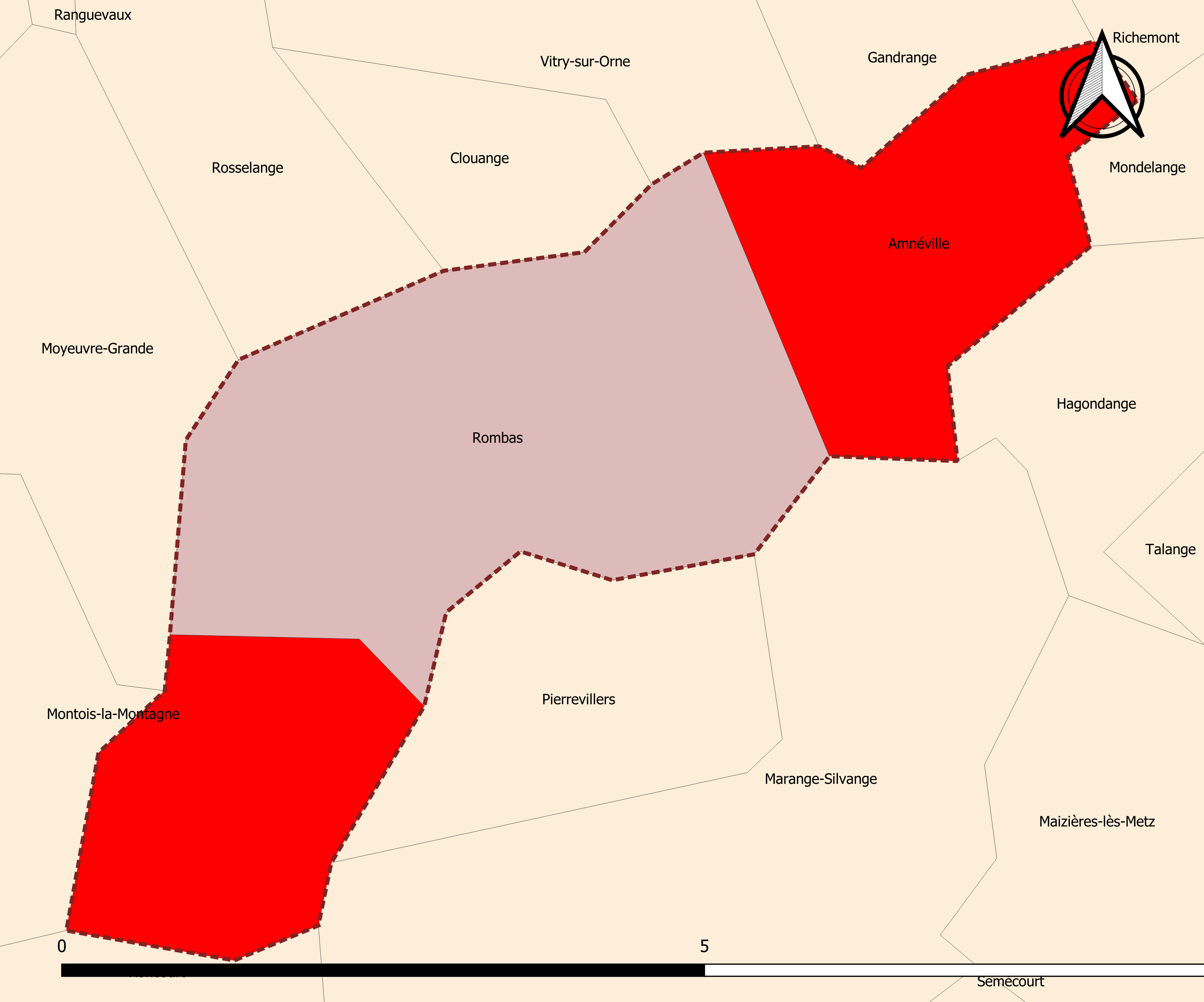
Carte de l'aire d'attraction d'Amnéville - Rombas.
Commune-centre
Commune du pôle principal

## Définition
L'aire d'attraction d'une ville est composée d’un pôle, défini à partir de critères de population et d’emploi ainsi que d’une couronne constituée des communes dont au moins 15 % des actifs travaillent dans le pôle. Le pôle d’attraction constitue ainsi un point de convergence des déplacements domicile-travail,.

## Géographie
L’aire d'attraction d'Amnéville - Rombas est une aire intra-départementale qui comporte 2 communes dans la Moselle. 

### Composition communale
| Nom                        | Code Insee | Département | Statut                    | Superficie (km2) | Population (dernière pop. légale) | Densité (hab./km2) | Modifier                                    |
| -------------------------- | ---------- | ----------- | ------------------------- | ---------------- | --------------------------------- | ------------------ | ------------------------------------------- |
| Amnéville (commune-centre) | 57019      | Moselle     | commune-centre            | 10,46            | 10 853 (2022)                     | 1 038              | modifier les données · modifier les données |
| Rombas                     | 57591      | Moselle     | commune du pôle principal | 11,69            | 9 534 (2022)                      | 816                | modifier les données · modifier les données |

## Démographie
Cette aire est catégorisée dans les aires de moins de 50 000 habitants, une catégorie qui regroupe 12,2 % de la population au niveau national,.